# ルドルフ・ウォルフ
ヨハン・ルドルフ・ウォルフ（Johann Rudolf Wolf、1816年7月7日 - 1893年12月6日、ヴォルフとも）はスイスの天文学者、数学者である。太陽黒点の研究によって知られる。
チューリッヒ近郊のw:Fällandenで生まれた。チューリッヒ、ウィーン、ベルリンなどで学び1844年ベルン大学の数学の教授になった。1847年にベルン天文台の所長、1855年にチューリッヒ大学、チューリッヒ工科大学の天文学の教授となった。ハインリッヒ・シュワーベの黒点の活動の周期性の発見に強い興味をもち、自ら観測するだけでなく、1610年までさかのぼって、黒点の活動の観測記録を調べその周期を11.1年と計算した。1848年に太陽活動の度合いを示す指数の計算法、ウォルフ黒点相対数を提案しこれは今日も使用されている。1280年から1340年の間の黒点活動の低下期間はウォルフの功績を記念してウォルフ極小期と名付けられている。
著書には『天文全書』（Handbuch der Astronomie）などがある。